# قطنية
القطنية أو السَفَرجليّة أو كوتونستر (باللاتينية: Cotoneaster) جنس نباتي من الفصيلة الوردية، يوجد منه ما بين 70-300 (حسب نظام التصنيف) نوع معظمها من الشجيرات أو الأشجار الصغيرة.

## من أنواعها في الوطن العربي
- القطنية الأطلسية (باللاتينية: Cotoneaster atlanticus) في المغرب العربي وفرنسا
- القطنية الدرهمية (باللاتينية: Cotoneaster nummularius) في بلاد الشام وسيناء والمغرب العربي وقبرص وتركيا والقوقاز
- القطنية الزرية (باللاتينية: Cotoneaster orbicularis) في سيناء
- القطنية متفرعة الأزهار (باللاتينية: Cotoneaster racemiflorus) في المغرب العربي والقوقاز

## من أنواعها الأخرى
- القطنية الباردة (باللاتينية: Cotoneaster frigidus)